# Ясновидец (телесериал, 2006)
«Яснови́дец» (англ. Psych) — американский сериал, сочетающий в себе жанры детектива, драмы и комедии, созданный Стивом Фрэнксом. Шоу транслировалось по кабельному телеканалу USA с 7 июля 2006 года по 26 марта 2014 года. Всего вышло восемь сезонов, состоящих из 121 серии. 5 февраля 2014 года телеканал USA Network подтвердил, что серия, вышедшая в эфир 26 марта 2014 года, — финал сезона, а восьмой сезон «Ясновидца» стал последним.
В России телесериал шёл в разное время по телеканалам ТВ3 и русскоязычной версии канала Universal Channel.
8 мая 2017 года канал USA анонсировал 2-часовой фильм-продолжение, премьера которого состоялась 7 декабря 2017 года.

## Сюжет
Главный герой сериала Шон Спенсер работает частным детективом и подрабатывает криминалистом-консультантом полиции Санта-Барбары, представляясь ясновидцем. В действительности у него нет мистических способностей, а только эйдетическая память и детективная логика в способности подмечать детали, которую у него развил отец, бывший полицейский Генри Спенсер.
С первой же серии Шону приходится выставить себя ясновидцем. Посмотрев в телевизионных новостях выпуск об ограблении склада, он тут же понимает, кто на самом деле преступник, но полиция отказывается ему верить, считая, что он сам является соучастником. Чтобы избежать ареста, Шон использует свои наблюдательные способности, убеждая всех, что он настоящий экстрасенс. Исполняющая обязанности начальника полиции Карен Вик предупреждает Шона, что, если его способности — обман, его будут преследовать по закону.
Шон становится консультантом полиции, помогая расследовать преступления. Изображая из себя ясновидца, он порой ведёт себя странно и комично, выдавая реальные улики и подсказки за потусторонние вмешательства, видения и голоса духов. Во всех делах ему помогает лучший друг Бертон Гастер, с которым Шон дружит с самого детства.
Старший детектив Ласситер сомневается в способностях Шона и постоянно злится, наблюдая его выходки. Младший детектив Джулиет О’Хара и шеф Вик, наоборот, готовы терпеть любую выходку Шона, чтобы раскрыть преступление, потому что верят, что он настоящий ясновидец. С отцом у Шона трудные отношения, однако Генри часто соглашается помочь сыну в решении какой-либо проблемы.
Большинство серий начинаются с флешбэков. Во флешбэках описывается, как Генри Спенсер, полицейский офицер, готовил своего сына к будущему в полиции, позволяя ему с помощью разных упражнений и игр развить внимание, память и логическое мышление. Каждый флешбэк также устанавливает тему эпизода.

## В ролях

### Главные герои
- Шон Спенсер (Джеймс Родэй) — главный герой, частный детектив-ясновидец, наёмный консультант полиции Санта-Барбары. Обладает превосходной зрительной памятью, феноменальной способностью подмечать мелкие детали, развитым логическим мышлением и умением делать точные выводы. Никогда не относится к чему-либо серьёзно. Влюблён в Джулс.
- Бёртон «Гас» Гастер (Дьюли Хилл) — лучший друг Шона с пяти лет. Работает в фармакологической компании. Работа в детективном агентстве Шона для него — что-то вроде развлечения, а порой и обуза. В отличие от Шона, он всегда подходит к работе серьёзно и старается действовать профессионально. Обладает большим количеством прозвищ и псевдонимов, данных ему Шоном.
- Карлтон «Ласси» Ласситер (Тимоти Омандсон) — главный детектив полиции Санта-Барбары. Скептически относится к Шону и его способностям, хотя прислушивается к его словам и иногда вынужден пользоваться его услугами. Очень серьёзный, порой грубый, часто не замечает ничего, кроме работы. Разведён, была любовная связь со своей напарницей, но после того, как Шон указал на то, что они любовники, напарница была отстранена, а её место заняла Джулиет О’Хара.
- Джулиет «Джулс» О’Хара (Мэгги Лоусон) — младший детектив полиции Санта-Барбары, напарница Ласситера, одна из лучших полицейских в городе. Влюблена в Шона.
- Карен Вик (Кирстен Нельсон) — шеф департамента полиции Санта-Барбары. Замужем, есть дочь, родившаяся в 2006 году, а также у неё есть старшая сестра работающая в береговой охране. Верит Шону и всегда прислушивается к его «видениям».
- Генри Спенсер (Корбин Бернсен) — отец Шона, бывший полицейский сержант. Он с детства учил сына подмечать то, на что другие обычно не обращают внимания. Шон часто посещает его с различными просьбами о помощи. Шеф Вик даёт ему официальную должность в своём полицейском управлении — посредник, отвечающий за работу всех консультантов.

### Второстепенные персонажи
- Маленький Шон (Сезоны 1-5: Лиам Джеймс; Сезоны 5-6: Скайлер Джизондо) — Шон Спенсер в детстве, показывают почти во всех флешбэках, относящихся к концу 80-х и началу 90-х годов. Обычно он извлекает какой-либо ценный урок, который даёт ему отец и который поможет ему затем в самой серии. Также в нескольких сериях его играли Джош Хейден и Кайл Пейжпар.
- Маленький Гас (Карлос МакКаллерс II) — Бёртон Гастер в детстве, появляется во многих флешбэках. В первом сезоне его играл Исаак Браун.
- Базз МакНаб (Сэйдж Броклбэнк) — наивный офицер, женат, часто помогающий Шону и Гасу найти какие-либо подсказки. Был сильно ранен от взрыва бомбы, спрятанной в почтовом ящике. Возвращаясь на работу, он говорит Шону, что потерял из-за взрыва часть трёх пальцев на ноге.
- Мэделин Спенсер (Сибилл Шеперд) — полицейский психолог, мать Шона и бывшая жена Генри. До того, как она вернулась в Санта-Барбару, Шон не видел её 3 года. Обладает звуковой памятью, похожей на зрительную память Шона. Была похищена серийным убийцей Мистером Ян, но спасена Шоном.
- Эбигейл Лайтар (Рэйчел Ли Кук) — школьная любовь Шона, с которой он должен был пойти на выпускной в 1995 году. Он ухаживал за ней во время учёбы в старших классах, но потом однажды просто не пришёл на свидание и больше с ней не общался. Приходит на встречу выпускников 13 лет спустя после выпуска. Работает воспитателем в детском саду.
- Винни Гастер (Филисия Рашад) — мать Гаса. Появлялась в двух рождественских сериях.
- Билл Гастер  (Эрни Хадсон, Кит Дэвид) — отец Гаса. Появлялся в двух рождественских сериях.
- Мистер Ян (Элли Шиди) — серийный убийца, одержима Шоном. Любит «играть» с полицией: похищает человека и даёт полиции загадки, с помощью которых жертву можно спасти. Появляется после десятилетнего отсутствия, чтобы поиграть непосредственно с Шоном, для чего похищает его маму. Шону удаётся разгадать все загадки и найти самого Мистера Ян, который оказывается женщиной. Но выясняется, что Ян работала не одна — с ней был ещё и напарник, Мистер Инь. Шон навещает её в психиатрической больнице, чтобы она помогла разгадать загадки Мистера Инь.
- Мэри Лайтли (Джимми Симпсон) — психолог, эксперт по преступлениям Мистера Ян. Был убит Мистером Инь. Позже появляется в видеозаписях, а также в образе ангела в мюзикле.
- Коронер Вуди (Курт Фуллер) — работает патологоанатомом в полиции. Очень уважает Шона. Его жена изменяет ему с несколькими мужчинами, некоторые измены он сам одобрил.
- Мистер Инь (Питер Уэллер) — серийный убийца. Партнёр Мистера Ян, который помогал ей в совершении преступлений. Там он похищает Джульет О’Хара и Эбигейл Лайтар. Он — отец Ян и именно он совершал все убийства, используя свою дочь как пешку. Убит мистером Ян, чтобы спасти Шона и Гаса.
- Пьер Десперо (Кэри Элвес) — неуловимый вор, промышляющий похищением картин и других музейных ценностей. Пьер не вор, а всего лишь страховой агент, занимающийся страховым мошенничеством. Шон ловит его в Канаде, куда приехал вместе с Гасом на отдых.
- Курт Смит (играет самого себя) — певец, участник группы Tears for Fears.
- Фрэнк О’Хара (Уильям Шетнер) — отец Джулс, талантливый мошенник.
- Кен Вонг (Джерри Шиа) — работал на Шона и Гаса, был уволен. Потом они сталкивались с Кеном несколько раз во время расследованиях. Каждый раз он работал на разных работах. Недолюбливает Шона и Гаса, так как у него из-за них вечно возникают проблемы и его увольняют.
- Рэйчел (Парминдер Награ) — девушка Гаса в одно время. Оказалось, что у неё есть сын. Вернулась в Англию.
- Ллойд Френч (Джеффри Тэмбор) — отчим Джулс.

## Список серий
| Сезон | Сезон            | Эпизоды          | Оригинальная дата показа | Оригинальная дата показа |
| Сезон | Сезон            | Эпизоды          | Премьера сезона          | Финал сезона             |
| ----- | ---------------- | ---------------- | ------------------------ | ------------------------ |
|       | 1                | 15               | 7 июля 2006              | 2 марта 2007             |
|       | 2                | 16               | 13 июля 2007             | 15 февраля 2008          |
|       | 3                | 16               | 18 июля 2008             | 20 февраля 2009          |
|       | 4                | 16               | 7 августа 2009           | 10 марта 2010            |
|       | 5                | 16               | 14 июля 2010             | 22 декабря 2010          |
|       | 6                | 16               | 12 октября 2011          | 11 апреля 2012           |
|       | 7                | 14               | 27 февраля 2013          | 29 мая 2013              |
|       | Мюзикл           | Мюзикл           | 15 декабря 2013          | 15 декабря 2013          |
|       | 8                | 10               | 8 января 2014            | 26 марта 2014            |
|       | Ясновидец: Фильм | Ясновидец: Фильм | 7 декабря 2017           | 7 декабря 2017           |
|       | Ясновидец 2      | Ясновидец 2      | 15 июля 2020             | 15 июля 2020             |
|       | Ясновидец 3      | Ясновидец 3      | 18 ноября 2021           | 18 ноября 2021           |

## Саундтрек
В заставке сериала была использована песня «I know you know» группы The Friendly Indians, которой руководит создатель «Ясновидца» Стив Фрэнкс. В некоторых сериях её подвергали модификациям.
- В «рождественских сериях» «Возможно отец Гаса убил старика» (2.10), «Рождественская радость» (3.09), «Полярный экспресс» (5.14) песню исполняли в стиле рождественской песни.
- Песня была переведена на испанский язык в сериях «Свет, камера, мотор» (2.13) и «Нет страны для двух стариков» (7.04).
- В серии «Убийство по-болливудски» (4.06) песню переводят на язык хинди.
- Группа Boyz II Men представила версию а капелла для серии «Большой распад» (4.07) и серии «Let’s Doo Wop It Again» (6.13).
- В первой серии пятого сезона «Ромео и Джульетта и Джульет» титры были переведены на китайский язык.
- Курт Смит из Tears for Fears представил свою версию песни для серии «Шон 2.0» (5.08).[3]
- Для серии «Двойная спираль» (5.12) Джули Круз предоставила версию песни в стиле Твин Пикс.

## Номинации и награды
- За роль Шона Спенсера Джеймс Родэй был номинирован в 2006 году на обладание премии «Спутник» в категории «Лучший актёр — комедия или мюзикл».[4]
- За роль Шона Спенсера в 2008 году Родэй был номинирован на лучшую комедийную роль по версии «The NCLR ALMA Awards»
- За роль Шона Спенсера Джеймс Родэй получил премию Ewwy в номинации «Лучший актёр комедийного сериала» в 2009 году.
- «Ясновидец» был номинирован на премию Эмми в 2010 году в категории «Лучшая музыкальная композиция для серии» за серию «Мистер Инь представляет…».[5]
- «Ясновидец» получил премию People’s Choice Awards в 2014 году в номинации «Любимая комедия кабельного ТВ».